# Großmugl (Gemeinde Großmugl)
Großmugl ist ein Ort im westlichen Weinviertel  in Niederösterreich, und Gemeindehauptort wie auch Ortschaft und Katastralgemeinde der Gemeinde Großmugl im Bezirk Korneuburg.

## Geografie
Der Ort befindet sich 33 Kilometer nordwestlich vom Stadtzentrum Wiens und 13 km südöstlich von Hollabrunn.
Er liegt in der Mitte des Gemeindegebiets auf rund 220 m ü. A. Höhe in den Südausläufern der Leiser Berge am Stiegelberg (272 m ü. A.). Durch den Ort fließt der Mugler Bach.
Die Ortschaft umfasst etwa 240 Gebäude mit um die 520 Einwohnern. Als Marktort ist die Ortschaft Hauptort der Gemeinde.
Die Gesamtfläche der Katastralgemeinde beträgt 898 Hektar.
Der Ort ist ein angerdorfartiges Gassengruppendorf: Sternförmig verlaufen hier die heutigen Landesstraßen L 25 (Abschnitt von Donau Straße B 3 zwischen Korneuburg und Spillern über Unterrohrbach – Wiesen – Leitzersdorf – Roselsdorf – Großmugl zur Mistelbacher Straße B 40 in Enzersdorf im Thale), L 27 (Abschnitt Weinviertler Straße B 303 in Hollabrunn über Porrau – Füllersdorf – Steinabrunn zur L 25 in Großmugl und von dieser über Herzogbirbaum – Nursch – Merkersdorf zur Mistelbacher Straße B 40 nächst Ernstbrunn), L 1086 (Weinviertler Straße B 303 bei Göllersdorf über Göllersdorf-Untergrub – Ringendorf zur L 27 in Großmugl) und L 1091 (von der L 30 in Höbersdorf über Geitzendorf zur L 25 nächst Großmugl). Damit ist der Ort ein wichtiger lokaler Verkehrsknotenpunkt.
| Steinabrunn   |                                             | Herzogbirbaum                      |
| Ringendorf    | Kompassrose, die auf Nachbargemeinden zeigt | Ottendorf                          |
| Geitzendorf ∗ | Roseldorf                                   | Streitdorf (Gem. Niederhollabrunn) |

∗ KG Geitzendorf grenzt nicht direkt an

## Geschichte
Eine Kirche dürfte es hier schon um 800, in der Karolingerzeit, gegeben haben. Erstmals genannt wurde die Kirche 1291, der Ort 1298 als Grassemugl, ‚großer Mugel, Grabhügel‘, Bezug nehmend auf den weithin sichtbaren Leeberg. In dieser Zeit, zwischen 1280 und 1290, entstand die heutige Wehrkirche, und wurde 1293 von Bischof Bernhard von Passau als eigenständige Pfarrei aus der Pfarre Senning herausgelöst. Laut Adressbuch von Österreich waren im Jahr 1938 in der Marktgemeinde Großmugl ein Arzt, ein Tierarzt, ein Agent, drei Bäcker, ein Brennstoffhändler, zwei Fleischer, ein Friseur, ein Fuhrwerker, vier Gastwirte, vier Gemischtwarenhändler, eine Hebamme, drei Maler, drei Marktfahrer, ein Maurermeister, ein Müller, zwei Sattler, zwei Schlosser, drei Schmiede, zwei Schneider und zwei Schneiderinnen, zwei Schuster, ein Spengler, zwei Trafikanten, drei Tischler, ein Viehhändler, ein Viktualienhändler, ein Wagner, ein Zementwarenerzeuger, eine Ziegelei, ein Zuckerwarenhändler und einige Landwirte ansässig.

## Öffentliche Einrichtungen
In Großmugl befindet sich eine Volksschule.

## Kultur und Sehenswürdigkeiten

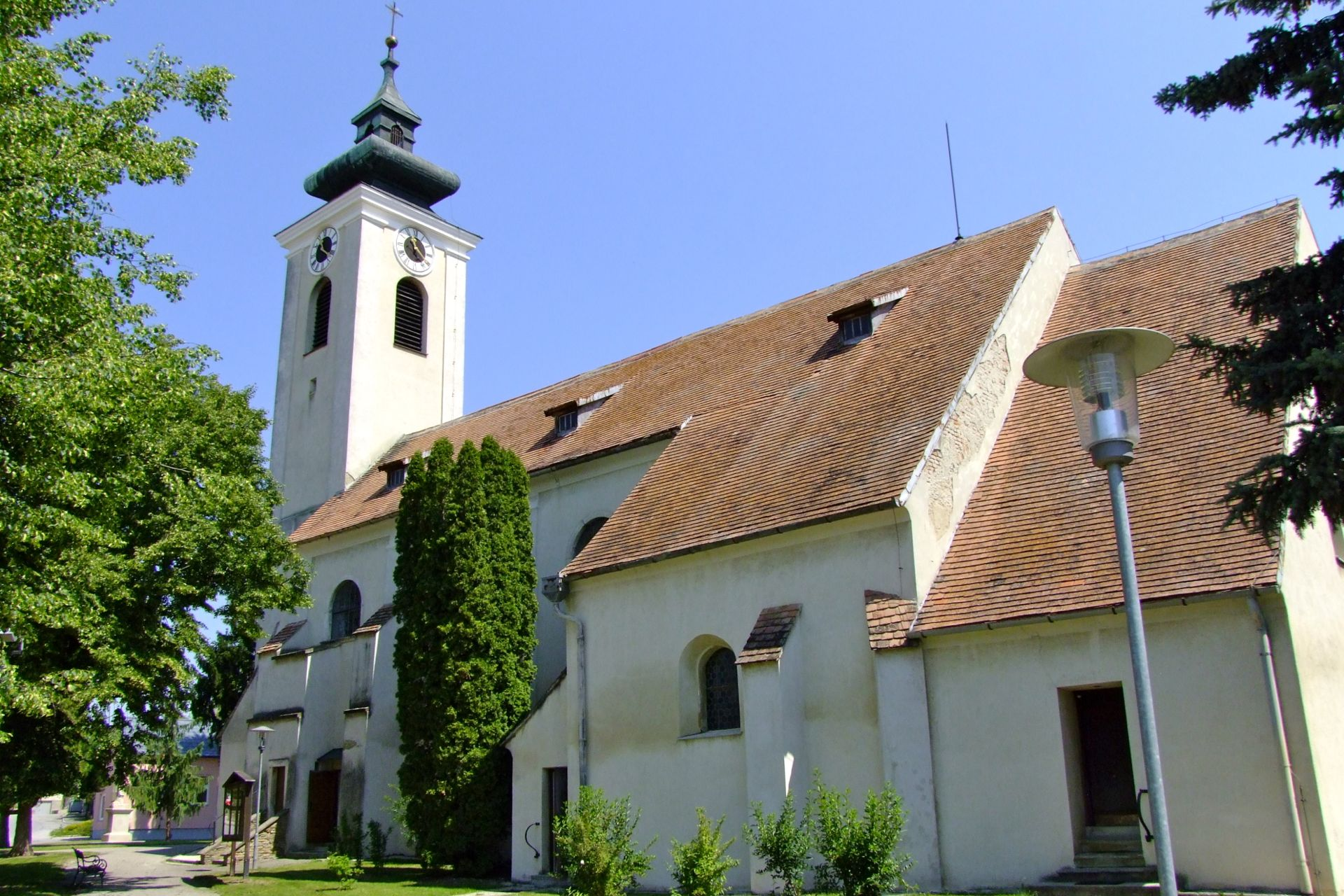
Nikolauskirche

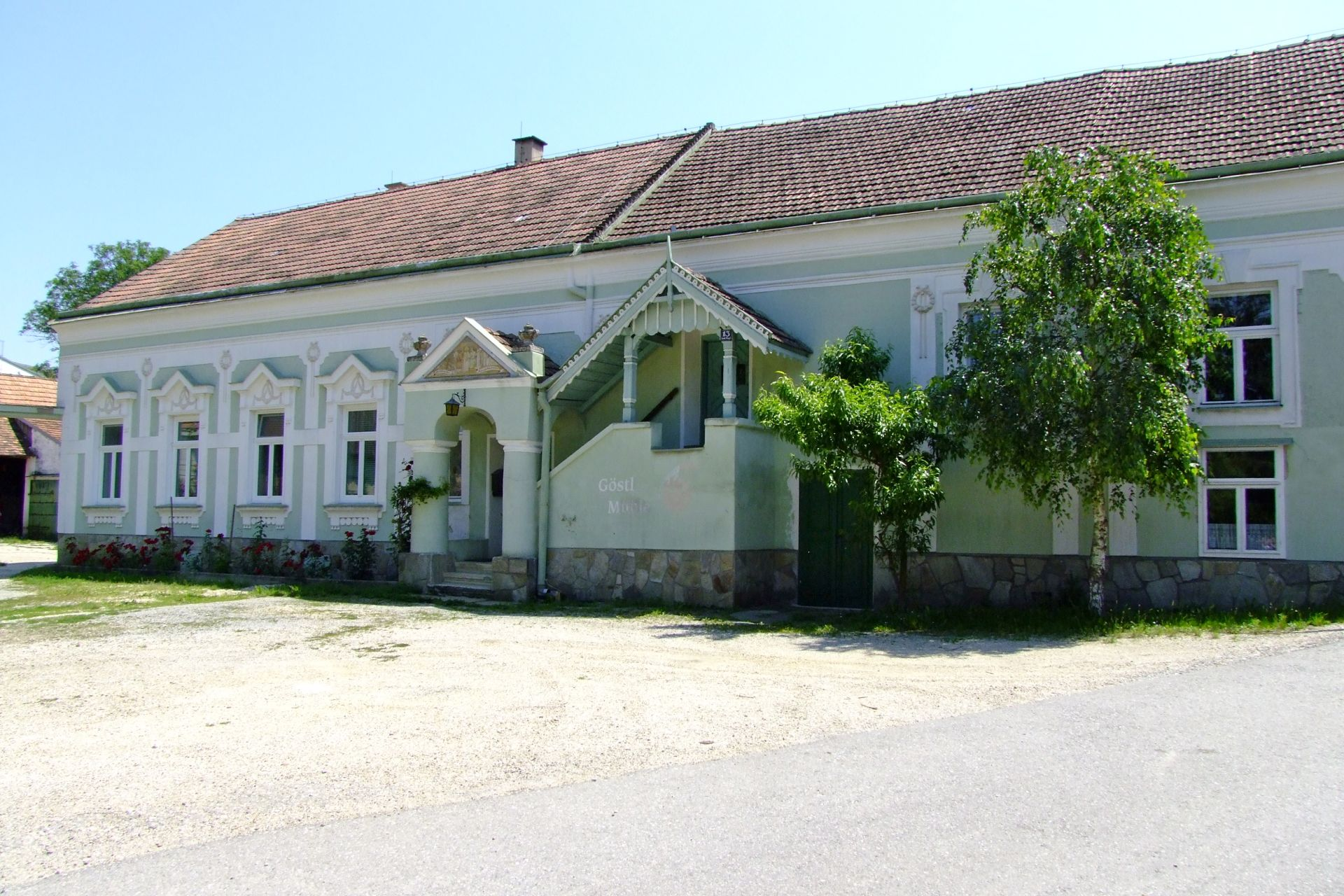
Göstlmühle

- Pfarrkirche Hll. Nikolaus: gotische Wehrkirche, barockisiert[1]
- Kirchenplatz mit Figurenbildstock hl. Florian (1785)
- Marienplatz, mit Marienstatue (1887) und einem gotischen Steinkreuz
- Göstlmühle: 1380 urkundlich, herrschaftliche Fassade und mit erhaltener Mühlenanlagen der Jahrhundertwende, und Kapelle

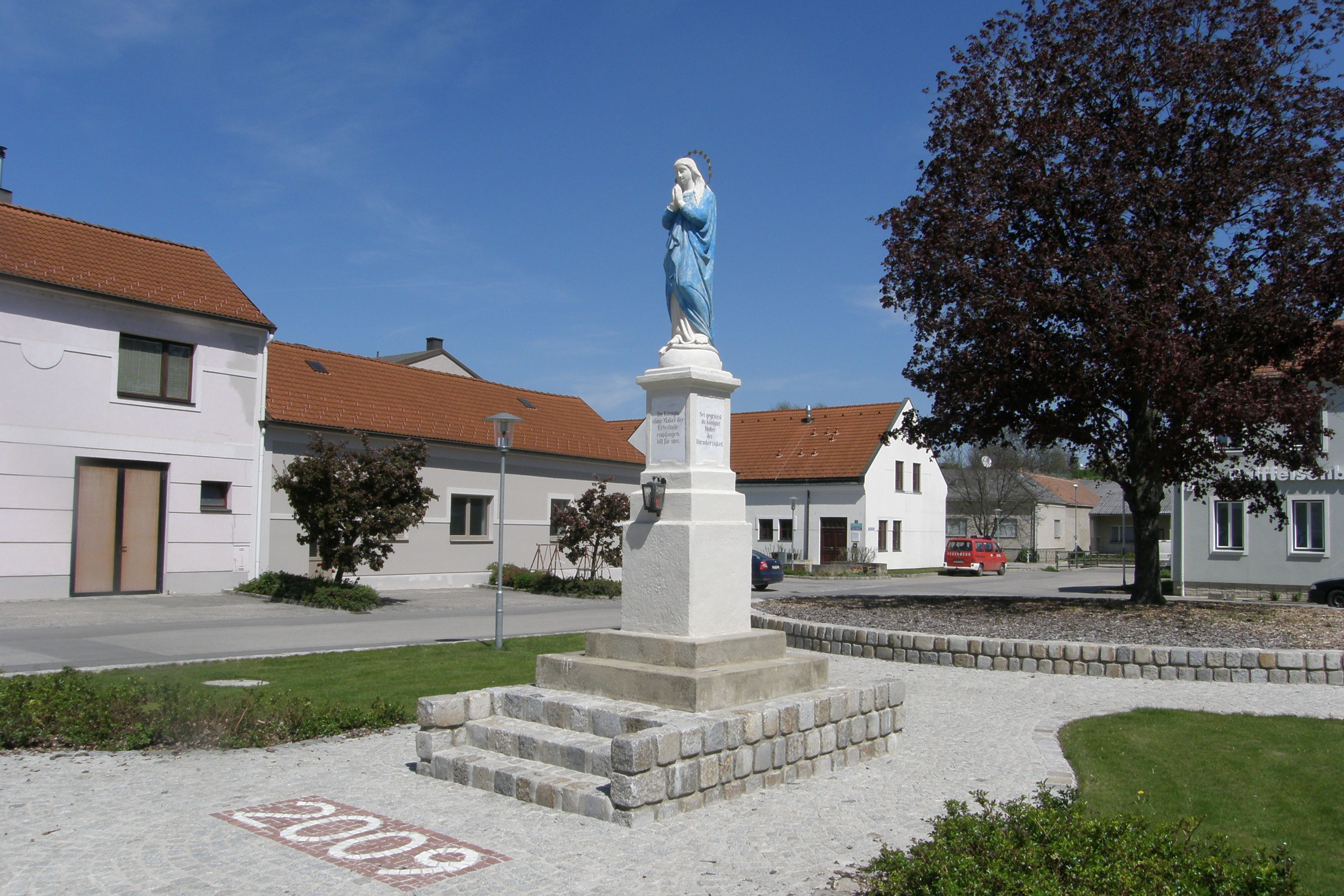
Marienplatz
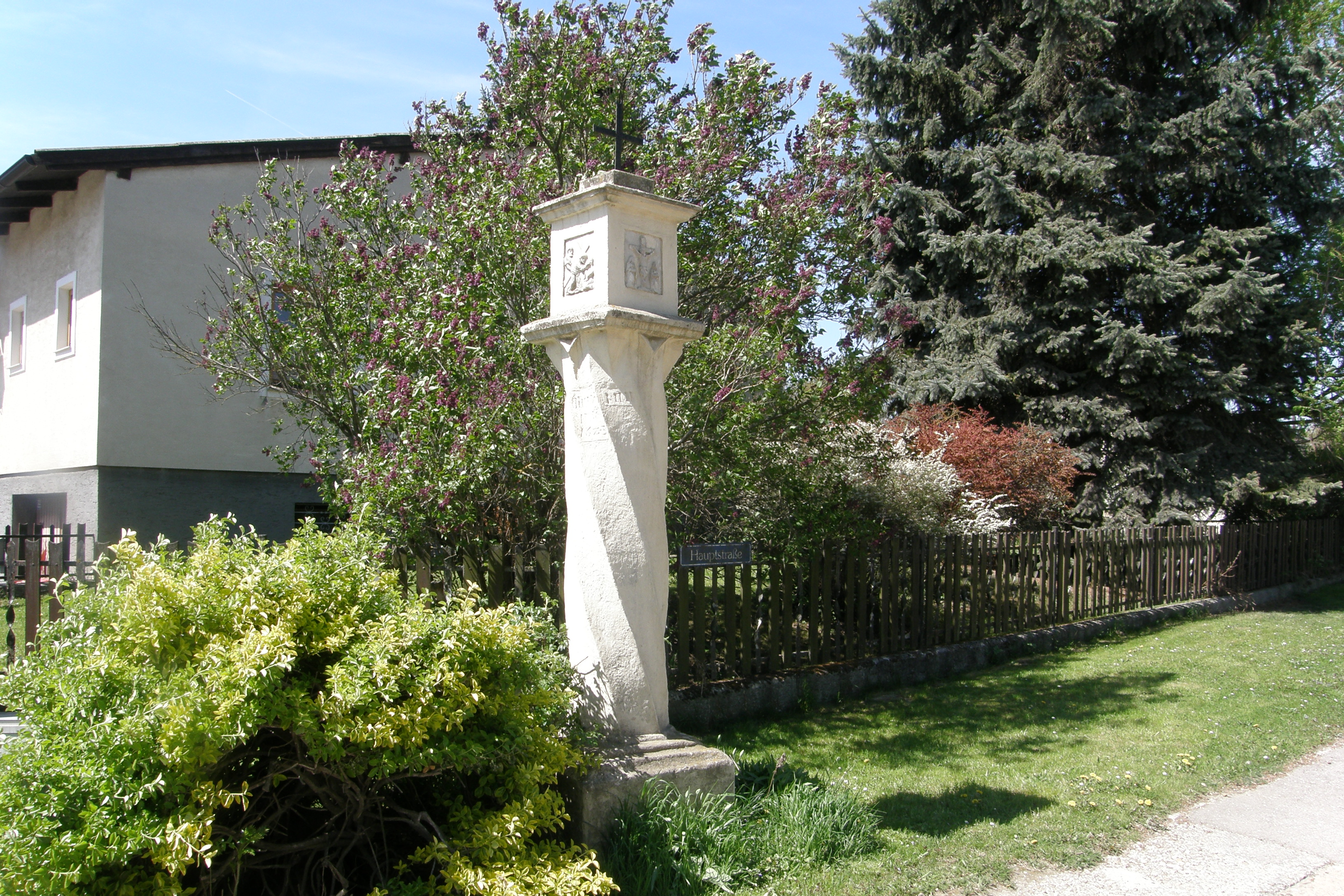
Gotischer Bildstock an der Hauptstraße
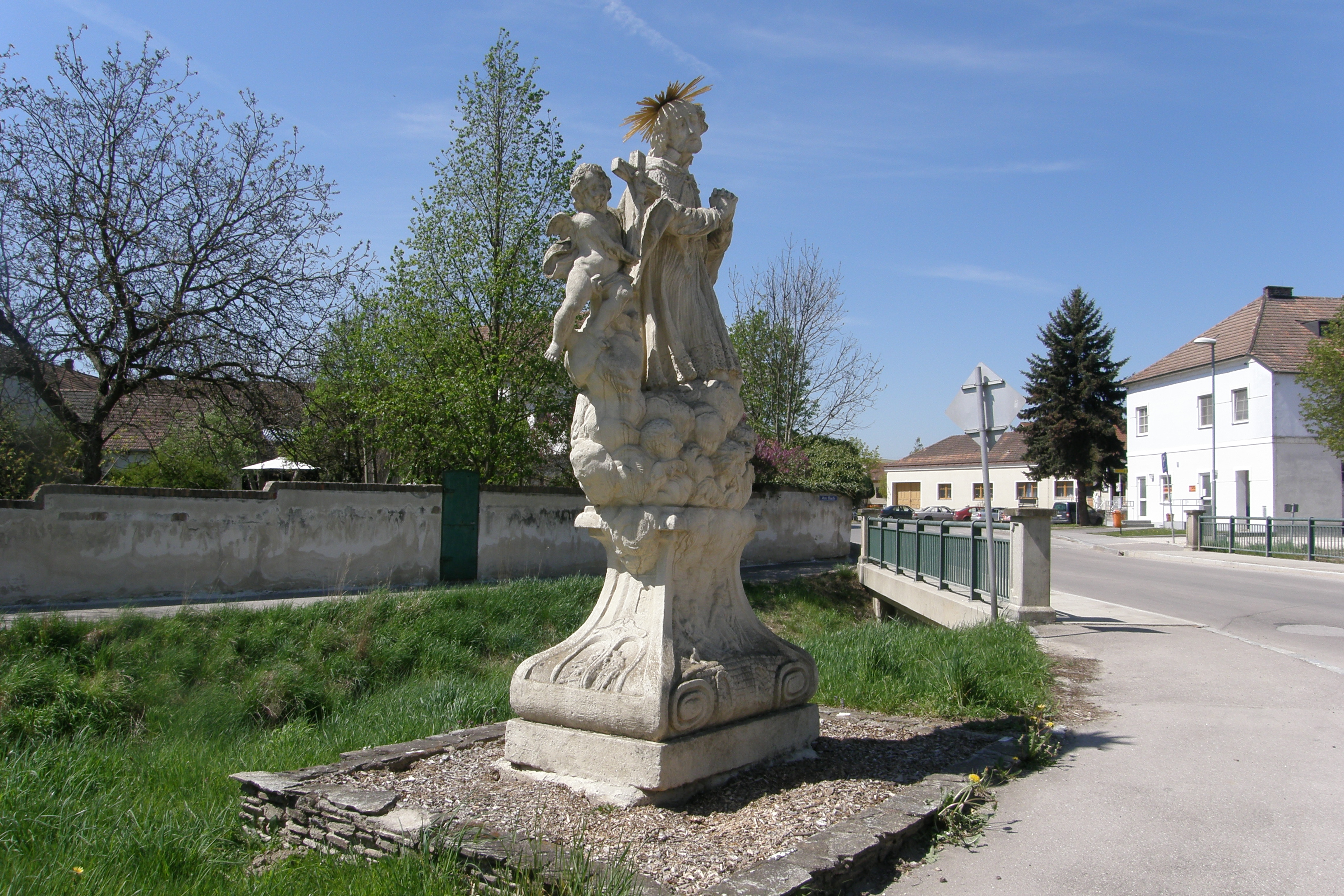
Hl. Nepomuk in der Sonnenzeile
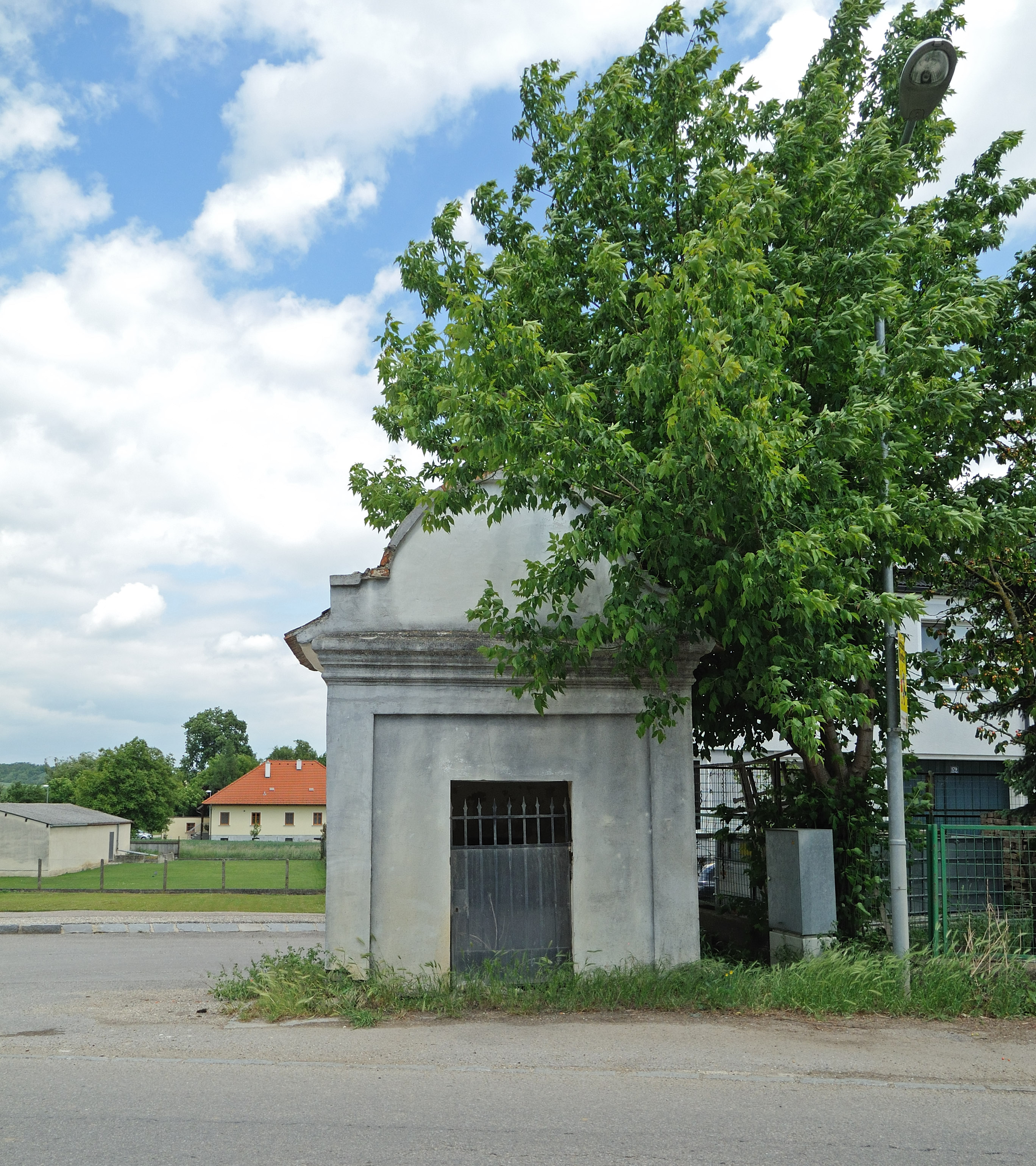
Wegkapelle

Archäologisch bedeutend ist neben dem Grabhügel Leeberg südwestlich des Orts auch die Fundzone Totenweg am nördlichen Ortsrand.

### Sternenlichtoase
Großmugl hat sich 2009 als Sternenlichtoase im Sinne der UNESCO-Konvention zum allgemeinen „Recht auf Sternenlicht“ erklärt. Das ganze Gemeindegebiet betreibt aktiven Schutz vor Lichtverschmutzung. Großmugl liegt in einer Senke, die Lichtglocke der Stadt Wien wird durch Erhebungen wie den Bisamberg gut abgeschattet. Die Straßenlampen im Ort bündeln das sparsam gelboranges Licht nach unten, sodass es nicht in die Atmosphäre dringt. Die Kirchturmbeleuchtung wird regelmäßig um 22 oder 22:30 Uhr abgeschaltet. In besonderen Nächten, etwa um Mitte August die Perseiden-Sternschnuppen besser beobachten zu können, wird die gesamte Ortsbeleuchtung für ein Zeitfenster dunkel gestellt. (Stand 2014)
Die Gemeinde strebt an, durch Bewahren eines naturnahen Sternhimmels als UNESCO-Weltkulturerbe anerkannt zu werden. Die Initiative geht auf den Astronomen Günther Wuchterl zurück, der auch Leiter des Betreiber-Vereins der Kuffner-Sternwarte ist und in Großmugl einen besonders dunklen Fleck auf Satellitenbildern der Erde fand. Volle Unterstützung findet die Initiative durch den Bürgermeister, der begeisterter Hobbyastronom ist.
Ein ähnliches Projekt für die Sternfreunde in Baden-Württemberg ist der Sternenpark Schwäbische Alb.

### Regelmäßige Veranstaltungen
- Maibaumaufstellen: Jährlich am 30. April beim Feuerwehrhaus Großmugl
- Sternenfest: Jährlich Ende Juli / Anfang August in Großmugl

## Nachweise
1. 1 2 3 4  Pfarrkirche Großmugl, pfarre-grossmugl.at
2. ↑  Adressbuch von Österreich für Industrie, Handel, Gewerbe und Landwirtschaft, Herold Vereinigte Anzeigen-Gesellschaft, 12. Ausgabe, Wien 1938 PDF, Seite 265
3. ↑  Schulensuche. In: Schulen online. Abgerufen am 30. September 2020.
4. ↑  Archivlink (Memento des Originals vom 20. August 2016 im Internet Archive)  Info: Der Archivlink wurde automatisch eingesetzt und noch nicht geprüft. Bitte prüfe Original- und Archivlink gemäß Anleitung und entferne dann diesen Hinweis. Bea Sommersguter, Sabine Nikolay: Auf der Suche nach der verlorenen Dunkelheit. Moment – Leben heute, Ö1 ORF-Radio, 14 Uhr 40, 9. September 2014
5. ↑  Petra Tempfer: UNESCO-Weltkulturerbe - Großmugl an der Milchstraße - Wiener Zeitung Online. In: tagblatt-wienerzeitung.at. 1. Juli 2014, abgerufen am 7. März 2024.